# Yang Zi
Yang Ni'ao (chino simplificado= 杨旎奥) conocida artísticamente como Yang Zi (chino simplificado= 杨紫, chino tradicional= 杨紫), es una popular actriz china.

## Biografía
Su padre trabajó como bombero. Estudió en la Academia de Cine de Pekín (en inglés: "Beijing Film Academy").
Es muy buena amiga del actor Zhang Yishan, así como de las actrices Qiao Xin, Liu Tao, Joe Chen, Ma Sichun y Qin Hailu. También es amiga de los actores Ma Tianyu, Li Xian y Karry Wang.
En noviembre del 2016 comenzó a salir con el actor chino Qin Junjie, sin embargo la relación terminó en agosto del 2018.

## Carrera
Durante seis años fue miembro de la agencia Huanrui Century Pictures (H&R) hasta noviembre de 2021.
Debutó oficialmente a los 7 años cuando apareció en Ru Ci Chu Shan (如此出山) y poco después en The Era of Emperor Kangxi (孝莊秘史).
En el 2002 apareció en la serie Xiaozhuang Epic donde dio vida a la Consorte Donggo de joven, quien más tarde se convertiría en la Emperatriz Xiaoxian. La actriz Shu Chang interpretó a Donggo de adulta.
El 12 de febrero del 2005 se unió al elenco de la serie Home with Kids donde interpretó a Xia Xue, la inteligente, confiada y arrogante hija mayor de Xia Donghai (Gao Yalin), durante las dos primeras temporadas, posteriormente fue reemplazada por la actriz Ning Danlin.
En el 2010 apareció en la serie Wu Cheng'en and Journey to the West donde dio vida a Ye Yun de joven. La actriz Li Wenying interpretó a Ye Yun de adulta, así como a Chang'e, la diosa china de la Luna. 
Ese mismo año se unió a la película Third Class Fifth Class donde interpretó a Ran Dongyang, la hermana de Erhu (Xie Mengwei).
En el 2013 se unió al elenco de la serie Flowers in Fog donde dio vida a la alegre y amigable Yan Hua, ahora conocida como Bai Menghua, la hermana menor de Bai Hai Hua (Wan Qian).
El 14 de julio del 2014 se unió al elenco principal de la serie Battle of Changsha donde interpretó a Hu Xiangxiang, la esposa de Gu Qingming (Wallace Huo) y la hermana gemela de Hu Xiangjiang (Niu Junfeng), hasta el final de la serie el 31 de julio del mismo año.
El 18 de abril del 2016 se unió al elenco principal de la serie Ode to Joy donde dio vida a Qiu Yingying, una mujer directa y simple que se muda a Shanghái desde una ciudad pequeña en búsqueda de mejores oportunidades y que a menudo actúa por impulso por lo que constantemente se mete en situaciones complicadas, hasta el final de la serie el 10 de junio del 2017.
El 31 de julio del mismo año se unió al elenco principal de la serie Noble Aspirations donde interpretó a Lu Xueqi, una de las discípulas más hábiles y talentosas de la Secta Noble, hasta el final de la serie el 12 de enero del 2017.
En agosto del mismo año fue seleccionada como una de las "nuevas cuatro actrices Dan de la generación posterior a los 90" (chino: "90后四小花旦") junto a las actrices Zheng Shuang, Zhou Dongyu y Guan Xiaotong. "Dan" es un término chino que se refiere a las cuatro actrices jóvenes más rentables de China continental.
El 8 de mayo de 2017 se unió al elenco principal de la serie Legend of Dragon Pearl donde dio vida a Li Yihuan, la última Princesa de la Dinastía Ming, hasta el final de la serie el 16 de agosto del mismo año.
El 27 de mayo del mismo año apareció por primera vez como invitada en el programa Happy Camp junto a Qin Junjie, Ren Jialun, Shu Chang, Liang Tian, Yang Di y Henry Lau.
El 9 de julio del 2018 se unió al elenco principal de la serie The Destiny of White Snake donde interpretó a Bai Yaoyao y Xiao Bai, una serpiente blanca que luego se transforma en una niña, hasta el final de la serie ese mismo año.
El 2 de agosto del mismo año se unió al elenco principal de la serie Ashes of Love (también conocida como "Heavy Sweetness, Ash-like Frost") donde dio vida a Jin Mi, un joven amable e ingenua cuya identidad real es la del hada de las flores de escarcha, hasta el final de la serie el 3 de septiembre del mismo año.
El 9 de julio del 2019 se unió al elenco principal de la popular serie Go Go Squid! (también conocida como "Dear, Love") donde dio vida a Tong Nian, una encantadora y popular cantante de covers de canciones japonesas que es dulce e ingenua y una gran estudiante de la programación de tecnología de la información, que se enamora de Han Shangyan (Li Xian) cuando lo conoce, hasta el final de la serie el 31 de julio del mismo año.
Ese mismo mes se anunció que los medios de comunicación de Hong Kong, la habían elegida como una de las "novias de la parte continental", junto a las actrices Wu Qian, Xing Fei y Shen Yue.
El 1 de agosto del mismo año apareció como parte del elenco de la película The Bravest (烈火英雄) donde interpretó a la inspectora de incendios, Wang Lu.
El 2 de agosto del mismo año se unió al elenco principal de la película Bodies at Rest (también conocida como "Silent Witness") donde dio vida a  Qiao Lin, una interna del médico forense que se convierte en una rehén rehenes cuando hombres armados entran al centro forense para robar evidencia.
El 29 de agosto del mismo año se unió al elenco principal de la serie My Mowgli Boy donde interpretó a la independiente y profesional Ling Xi, quien se enamora de Mowgli (Ma Tianyu), un hombre que ha vivido casi toda su vida en el bosque, hasta el final de la serie el 3 de octubre del 2019.
El 8 de septiembre de 2021 se unirá al elenco principal de la serie The Oath of Love (también conocida como "The Luckiest Couple on Earth") donde interpretará a Lin Zhixiao, una universitaria graduada que tiene que dejar las oportunidades de trabar en el extranjero para cuidar a su padre cuando este es hospitalizado por cáncer y termina enamorándose del hostil doctor Gu Wei (Xiao Zhan).
Ese mismo año se unirá al elenco principal de la serie The Golden Hairpin (también conocida como "Qing Zan Xing" (青簪行)) donde dará vida a una detective con un secreto que se hace pasar por un eunuco para ayudar al príncipe que sufre de una maldición. La serie estará basada en la novela Memoirs of the Golden Hairpin (簪中录).
Así como al elenco principal de la serie The Psychologist (女心理师) donde dará vida a He Dun.
Ese mismo año se unirá al elenco principal de la serie Agarwood Like Crumbs (沉香如屑) donde interpretará a Yan Dan.
En 2022 se anunció que estaba en pláticas para unirse a la serie Lost You Forever.a mediados del mismo año se inició grabaciones, la actriz compartió créditos con Zhang Wanyi, Tan Jianci y Deng Wei, la serie se emitió por Tencent y se dividió en dos partes, la primera parte consta de 39 episodios, emitidos en 2023 y la segunda parte consta de 23 episodios, emitidos en 2024.
Yang en 2024 participó en el drama de amistad y de aventura Love Endures, emitido por Youku, en el cual compartió créditos con el actor Fan Cheng Cheng y después participó en el drama familiar Best Choice Ever, emitido por Tencent, compartiendo créditos con el actor Xu Kai.
A finales de 2023 se surgieron rumores de la reunión de Yang y su coprotagonista de Go Go Squid Li Xian para el drama ambientado en la Dinastía Tang Flourished Peony, drama que después fue emitida su primera parte en enero de 2025. The Name of the Blossom, la cual es su segunda parte, se rumora su estreno entre mediados de 2025 o a principios del 2026.
En septiembre de 2024, se confirmó la participación de la actriz en la serie histórica The Mo para IQIYI, ambientada en la Dinastía Ming, la actriz comparte créditos con el actor chino Han Dong Jun.
A finales de abril de 2025, se dio a conocer que la actriz estaría protagonizando el drama Born to be Alive, el cual estará compartiendo créditos con los actores chinos Hu Ge y Li Guan Jie. La plataforma productora es IQIYI.
Aun se espera la emisión del drama The Golden Hairpin.

## Filmografía

### Series de televisión
| Año         | Título                              | Personaje                | Notas                                           |
| ----------- | ----------------------------------- | ------------------------ | ----------------------------------------------- |
| TBA         | Born to be Alive                    | Bai Ju                   | 40 episodios                                    |
| TBA         | The Mo                              | Li Zhen                  | 40 episodios                                    |
| 2025        | In the Name of Blossom              | He Wei Fang /Mu Dan      | 24 episodios                                    |
| 2025        | Flourished Peony                    | He Wei Fang / Mu Dan     | 32 episodios                                    |
| 2024        | Best Choice Ever                    | Mai Cheng Huan           |                                                 |
| 2024        | Love Endures                        | Huang Ying Zi            | [ 32 ]                                          |
| 2023-2024   | Lost You Forever                    | Xiao Yao / Wen Xiao Liu  | [ 33 ]                                          |
| 2022        | Immortal Samsara                    | Yan Dan                  |                                                 |
| 2022        | The Oath of Love                    | Lin Zhixiao              |                                                 |
| 2021        | The Psychologist                    | He Dun                   | 40 episodios                                    |
| 2021        | Dt.Appledog's Time                  | Tong Nian                | (ep. #28, 33-34, 36, 38) - (aparición especial) |
| 2020        | Hear Her - "Wish For Love"          | -                        |                                                 |
| 2019        | My Mowgli Boy                       | Ling Xi                  | 50 episodios                                    |
| 2019        | Go Go Squid!                        | Tong Nian                | 41 episodios                                    |
| 2018        | Ashes of Love                       | Jin Mi                   | 54 episodios                                    |
| 2018        | The Destiny of White Snake          | Bai Yaoyao / Xiao Bai    | 60 episodios                                    |
| 2018        | Women in Beijing                    | Miao Miao                | (cameo)                                         |
| 2017        | Ode to Joy 2                        | Qiu Yingying             | 55 episodios                                    |
| 2017        | Legend of Dragon Pearl              | Princesa Li Yihuan       | 90 episodios                                    |
| 2017        | Bring Joy Back Home Together        | Xia Xue                  |                                                 |
| 2016 - 2017 | Noble Aspirations 2                 | Lu Xueqi                 | 18 episodios                                    |
| 2016        | Noble Aspirations                   | Lu Xueqi                 | 55 episodios                                    |
| 2016        | Perfect Wedding                     | Xia Ran                  |                                                 |
| 2016        | Ode to Joy                          | Qiu Yingying             | 42 episodios                                    |
| 2015        | The Ferry Man                       | Su Wenxiu                |                                                 |
| 2015        | Yangko Dance                        | Wu Ruowen                |                                                 |
| 2015        | Say No For Youth                    | An Xiaohui               |                                                 |
| 2014        | Battle of Changsha                  | Hu Xiangxiang            | 32 episodios                                    |
| 2013        | Flowers in Fog                      | Bai Menghua (Yan Hua)    |                                                 |
| 2013        | Father Comes Home                   | Lin Ranran               | 35 episodios                                    |
| 2013        | Rouge King                          | Lei Er                   |                                                 |
| 2012        | Mind Reading                        | Zhang Xiaolei            |                                                 |
| 2011        | Love Comes Knocking on the Door     | Song Zheng               |                                                 |
| 2010        | Wu Cheng'en and Journey to the West | Ye Yun (de joven)        |                                                 |
| 2010        | Boy's Diary                         | Ran Dongyang             |                                                 |
| 2009        | 纯真岁月                            | Mai Sidan                |                                                 |
| 2009        | Coming Home                         | Zhou Youyou              |                                                 |
| 2009        | Stage of Youth                      | Secretaria Liu           | (cameo)                                         |
| 2009        | Don't Want to Grow Up               | Maestra Jing             |                                                 |
| 2009        | Girl Rushes Forward                 | Sun Quan                 |                                                 |
| 2008        | Treasure                            | Bei La                   |                                                 |
| 2008        | Being Alive is Good                 | Chen Huan                |                                                 |
| 2007        | 温暖                                | Zhao Xuan                |                                                 |
| 2006        | Not Easy to Grow Up                 | Shu Xin                  |                                                 |
| 2006        | No Limit                            | Ming Na                  |                                                 |
| 2005 - 2006 | Home with Kids                      | Xia Xue                  | 200 episodios                                   |
| 2005        | Fate                                | Wei Sichen               |                                                 |
| 2005        | Girl's Diary                        | Ran Dongyang             |                                                 |
| 2004        | 勇敢面对                            | Lingzi                   |                                                 |
| 2004        | 家庭档案                            | Ji Ji                    |                                                 |
| 2004        | Crime Scene                         | Sun Hongyue              | (cameo)                                         |
| 2003        | Young Kangxi                        | Bing Yue                 |                                                 |
| 2002        | Xiaozhuang Epic                     | Consorte Donggo (joven)  |                                                 |
| 2002        | 如次出山                            | Zhou Qiong               |                                                 |
| 2002        | The Party Member Ma Dajie           | Xiao Qiang               |                                                 |
| 2001        | 大宅门                              | Joven Vendiendo Manzanas | (cameo)                                         |

### Películas
| Año  | Título                     | Personaje     | Notas                                                                                   |
| ---- | -------------------------- | ------------- | --------------------------------------------------------------------------------------- |
| TBA  | Drug Hunting               | Luo Jia       | filmado en 2021                                                                         |
| 2020 | Red Fox Scholar            | -             | junto a Li Xian, Chen Linong y Jiang Chao - (cameo)                                     |
| 2020 | My People, My Homeland     | Jiang Ziya    | junto a Deng Chao, Dong Zijian, Li Yifeng, Karry Wang, Li Chen, Wang Ziwen y Liu Haoran |
| 2019 | Bodies at Rest             | Qiao Lin      | junto a Nick Cheung, Richie Ren y Feng Jia Yi                                           |
| 2019 | The Bravest                | Wang Lu       | junto a Huang Xiaoming, Oho Ou, Tan Zhuo y Du Jiang                                     |
| 2018 | A Paper Marriage           | Ling Ling     | junto a Zhang Hui, Liu Xi Yang, Zhang Yishan y Guan Xiaotong                            |
| 2016 | Crying Out In Love         | Xia Ye        | junto a Oho Ou, Zhang Huiwen, Wang Zhi, Gao Taiyu y Yao Lu                              |
| 2016 | Papa                       | Wang Nina     | junto a Xia Yu, Song Zu'er, Hu Bing, Macy Gray y Emily Kinney                           |
| 2015 | Where Are All The Time     | Lin Yutong    |                                                                                         |
| 2014 | King Tea Storm             | Xie Xiaoxiang |                                                                                         |
| 2012 | Insisrence                 | Jia Jia       |                                                                                         |
| 2012 | Mother's Call              | Qiao Ni       |                                                                                         |
| 2010 | Death and Glory in Changde | Tao Er        | junto a Ray Lui, Yuan Wenkang, Ady An, Xie Mengwei y Liu Yijun                          |
| 2010 | Third Class Fifth Class    | Ran Dongyang  |                                                                                         |
| 2010 | Money Makes Trouble        | Shi Xiaotao   |                                                                                         |
| 2009 | Boy and Girl               | Ran Dongyang  |                                                                                         |
| 2008 | I Am a Fan                 | Qiao Xiaoqiao |                                                                                         |
| 2007 | The Last Fragrance         | Duo Lun       |                                                                                         |
| 2004 | The Quiet Lady             | He Lan        |                                                                                         |
| 2004 | Dad Wants to Divorce       | Ji Ji         |                                                                                         |
| 2004 | An Old Record              | Ding Yun      |                                                                                         |
| 2004 | Lao Fei                    | Xiao Lan      |                                                                                         |
| 2004 | Girl's Diary               | Ran Dongyang  |                                                                                         |
| 2003 | The Law of Romance         | -             | (cameo)                                                                                 |

### Programas de variedades
| Año              | Título                                   | Notas                               |
| ---------------- | ---------------------------------------- | ----------------------------------- |
| 2021 - presente  | The Adventures of Detective (萌探探探案) | miembro                             |
| 2021             | Back to Field: S5                        | (ep. #4) - invitada                 |
| 2020             | The Nations Greatest Treasures S3        | (programa de variedades-documental) |
| 2020             | In Spring - Actor Chaper                 |                                     |
| 2019             | Chinese Restaurant S3                    | 12 episodios - miembro              |
| 2019             | Go! Fridge                               | (ep. #9-10) - invitada              |
| 2018             | Give Me Five S2                          | 12 episodios - miembro              |
| 2017, 2018       | The Inn                                  | (1.4-1.5 / 2.6-2.7) - invitada      |
| 2017             | Give Me Five S1                          | (ep. #6) - invitada                 |
| 2015             | Sisters Over Flowers                     | (ep. #1-5 a 1-12) - miembro         |
| 2013, 2016, 2017 | Happy Camp                               | 3 episodios - invitada              |

### Anuncios
| Año        | Título                            | Notas                          |
| ---------- | --------------------------------- | ------------------------------ |
| 2020       | Just Yoghurt                      |                                |
| 2019, 2020 | Laneige                           |                                |
| 2019       | Lay's - "Phone Porridge" (电话粥) | junto a Lin Yongjian y Mo Deng |
| 2019       | Pocky                             | junto a Li Xian                |
| 2017       | Vaqua                             | (cuidado de la piel)           |

### Revistas / sesiones fotográficas
| Año  | Título                                   | Notas                                             |
| ---- | ---------------------------------------- | ------------------------------------------------- |
| 2020 | Madame Figaro China                      | (publicación de junio)                            |
| 2019 | InStyle China’s - 11th Anniversary Issue |                                                   |
| 2019 | Grazia China                             | (publicación #430)                                |
| 2019 | Nylon China                              | (publicación de octubre)                          |
| 2019 | Vogue China                              | (publicación de octubre)                          |
| 2019 | Esquire Fine - Esquire China             | (edición digital)                                 |
| 2019 | SuperELLE                                | junto a Li Xian                                   |
| 2018 | Bazaar Jewelry Magazine                  | [ 42 ]                                            |
| 2017 | Trendshealth Magazine                    |                                                   |
| 2016 | ELLE (世界时装之苑)                      | junto a Liu Tao, Jiang Xin, Wang Ziwen y Qiao Xin |

### Endorsos / Embajadora
En noviembre del 2019 fue elegida para el Mes Nacional de Promoción de Bomberos y Rescate de China.
| Año    | Producto                     | Notas                          |
| ------ | ---------------------------- | ------------------------------ |
| 2021 - | Chopard                      | Embajadora                     |
| 2021 - | Origins                      | Portavoz                       |
| 2021 - | Tencent Video                | Portavoz                       |
| 2020 - | Nivea’s Body Care Line       | (portavoz)                     |
| 2020 - | Mobile Phone - Realme X50    | (portavoz global)              |
| 2019 - | Lay’s                        | (portavoz)                     |
| 2019 - | 2020 Chinese New Year’s Gala | junto a Xiao Zhan - (portavoz) |
| 2019 - | RYO                          | (portavoz)                     |
| 2019 - | PARIM                        | (portavoz)                     |
| 2019 - | Jingdong (or JD.com)         | (portavoz)                     |
| 2019 - | Glico Pocky                  | (portavoz)                     |
| 2019 - | Laneige Skincare             | (portavoz)                     |
| 2019 - | Mengniu’s Chunzhen Yogurt    | (portavoz)                     |
| 2018 - | Fossil - Smartwatches        | [ 43 ] [ 44 ]                  |

### Eventos
| Año  | Título                                                                 | Notas                                                                       |
| ---- | ---------------------------------------------------------------------- | --------------------------------------------------------------------------- |
| 2021 | Dragon TV’s 2021 China Quality TV Drama Awards                         | [ 45 ]                                                                      |
| 2021 | 2020 Weibo Night                                                       | [ 46 ]                                                                      |
| 2020 | Beijing TV 2020 Spring Festival Gala                                   | (también conocida como "BTV Spring Festival Gala 2020")                     |
| 2020 | Myanmar Fanmeeting                                                     | junto a Qiao Xin                                                            |
| 2020 | 2019 Weibo Awards Ceremony                                             |                                                                             |
| 2020 | Beijing Spring Festival Gala                                           |                                                                             |
| 2020 | China Federation of Literary and Art Circles 2020 Spring Festival Gala |                                                                             |
| 2020 | 2019 Jinri Toutiao Gala                                                |                                                                             |
| 2020 | 2019 Today's Headline Awards Ceremony                                  |                                                                             |
| 2019 | 2019-2020 New Year’s Countdown Gala                                    | (también conocida como "Hunan TV New Year Countdown Concert 2020")          |
| 2019 | 2019 Bazaar Stars Charity Night                                        | [ 47 ]                                                                      |
| 2019 | Laneige Brand Event                                                    | en Shenzhen                                                                 |
| 2019 | CCTV 9/28 for 70th Anniversary of PRC Founding                         | (interpretó "Don’t Cry, My Loved Ones") - junto a Huang Xiaoming y Du Jiang |
| 2019 | Ningxia Police Corps                                                   | (visita) - junto a Huang Xiaoming y Du Jiang                                |
| 2018 | 10th Anniversary of Ryo                                                | junto a Park Shin-hye y Park Seo-joon                                       |
| 2017 | CCTV Spring Festival Gala 2017                                         | Liu Tao, Jiang Xin, Wang Ziwen y Qiao Xin                                   |

## Discografía

### Álbum
| Año  | Título                      | Notas |
| ---- | --------------------------- | ----- |
| 2008 | "Home With Snow" (家有小雪) | -     |

### Singles
| Año  | Canción                                                    | Álbum                                    | Notas                                                  |
| ---- | ---------------------------------------------------------- | ---------------------------------------- | ------------------------------------------------------ |
| 2019 | "Windy Night" (有风的夜晚)                                 | OST de "My Mowgli Boy"                   |                                                        |
| 2019 | "影院消防安全指南"                                         | OST de "The Bravest"                     | junto a Huang Xiaoming, Du Jiang, Gu Jiacheng y Gao Ge |
| 2019 | "Breaking the Silence"                                     | OST de "Bodies at Rest"                  | junto a Richie Ren y MC Jin                            |
| 2019 | "Milk and Bread" (牛奶面包)                                | OST de "Go Go Squid!"                    |                                                        |
| 2018 | "Love Frost" (情霜)                                        | OST de "Heavy Sweetness, Ash-like Frost" |                                                        |
| 2018 | "Unparalleled in the World" (天地无霜)                     | OST de "Heavy Sweetness, Ash-like Frost" | junto a Deng Lun                                       |
| 2018 | "Few Lifetimes of Happiness" (几生欢)                      | OST de "The Destiny of White Snake"      |                                                        |
| 2017 | "Us" (我们)                                                | OST de "Ode to Joy 2"                    | junto a Liu Tao, Jiang Xin, Wang Ziwen y Qiao Xin      |
| 2017 | "Earthworm" (蚯蚓)                                         | OST de "Ode to Joy 2"                    |                                                        |
| 2017 | "Kungfu Yoga" (功夫瑜伽)                                   | OST de "Kung Fu Yoga"                    | junto a Jackie Chan y Zhang Yishan                     |
| 2016 | "Just Like When We First Met" (若只如初见)                 | OST de "Noble Aspirations 2"             |                                                        |
| 2016 | "There Will Be Happiness Waiting for You" (总有幸福在等你) | OST de "Ode to Joy"                      | junto a Liu Tao, Jiang Xin, Wang Ziwen y Qiao Xin      |
| 2016 | "More Fragrant Than Flowers" (开的比花香)                  | OST de "Ode to Joy"                      |                                                        |
| 2014 | "I Will Remember You" (我会记得你)                         | OST de "Battle of Changsha"              | junto a Wallace Huo                                    |
| 2013 | "Blooming Rouge" (胭脂花开)                                | OST de "Rouge King"                      |                                                        |
| 2012 | "The Quiet Rubble" (寂静的瓦砾)                            | OST de "Insisrence"                      |                                                        |
| 2010 | "Living Happily" (乐活一下)                                | OST de "Good to be Living"               | junto a varios artistas                                |
| 2009 | "Grow a Little Everyday" (每天长大一点点)                  | OST de "Don't Want to Grow Up"           |                                                        |

### Otras canciones
| Año  | Título                            | Álbum                     | Notas                                                                                            |
| ---- | --------------------------------- | ------------------------- | ------------------------------------------------------------------------------------------------ |
| 2020 |                                   | OST de "The Oath of Love" | (interpretación durante el "Dragon TV 2021 Countdown Concert")                                   |
| 2020 |                                   | OST de "Go Go Squid!"     | (interpretación durante el "Dragon TV 2021 Countdown Concert")                                   |
| 2020 | Unsullied                         | OST de "Ashes of Love"    | (interpretación durante el "Dragon TV 2021 Countdown Concert")                                   |
| 2020 |                                   | OST de "Ode to Joy"       | (interpretación durante el "Dragon TV 2021 Countdown Concert")                                   |
| 2020 |                                   | -                         | junto a Xiao Zhan - (canción interpretada durante el Tencent Video All Star Night 2020)          |
| 2020 | "My Love, Beijing" (北京我的爱)   | -                         | (Interpretación en BTV Spring Festival Gala 2020) - junto a Zhang Yishan                         |
| 2019 | "A Possible Night" (有可能的夜晚) | OST de "Go Go Squid!"     | (Interpretación para el Hunan TV New Year Countdown Concert 2020)                                |
| 2019 | -                                 | -                         | (Canción para el "8th China Student Television Festival")                                        |
| 2019 | "Mercury Records" (水星记)        | -                         | (Canción para "2019 Bazaar Stars Charity Night")                                                 |
| 2019 | "My Motherland and I"             | -                         | (Promocional para la película "My People My Country")                                            |
| 2020 | 你要相信这不是最后一天            | -                         | junto a otros artistas - (Canción y mensajes para apoyar a quienes luchan contra el coronavirus) |

## Premios y nominaciones
| Año  | Categoría                                                              | Premio                                                       | Trabajo           | Resultado |
| ---- | ---------------------------------------------------------------------- | ------------------------------------------------------------ | ----------------- | --------- |
| 2021 | Weibo Queen                                                            | Weibo Awards Ceremony                                        | -                 | Ganó      |
| 2020 | Best Actress (Emerald)                                                 | 7th The Actors of China Award Ceremony                       | -                 | pendiente |
| 2020 | Tencent Video VIP Stars                                                | Tencent Video All Star Night 2020                            | -                 | Ganó      |
| 2020 | Best Supporting Actress                                                | 35th Hundred Flowers Award                                   | The Bravest       | Nominada  |
| 2020 | Popular Artist of the Year                                             | Weibo Awards Ceremony                                        | -                 | Ganó      |
| 2020 | Weibo Queen                                                            | Weibo Awards Ceremony                                        | -                 | Ganó      |
| 2019 | All-Rounded Star of the Year                                           | Jinri Toutiao Awards Ceremony                                | -                 | Ganó      |
| 2019 | Person of the Year                                                     | Beijing News Weekly                                          | -                 | Ganó      |
| 2019 | Most Popular Supporting Actress                                        | 16th Guangzhou Student Film Festival                         | The Bravest       | Ganó      |
| 2019 | Best Supporting Actress                                                | 11th Macau International Movie Festival                      | The Bravest       | Nominada  |
| 2019 | Most Watched Actress                                                   | 8th China Student Television Festival                        | Go Go Squid!      | Ganó      |
| 2019 | Best Actress (Emerald Category)                                        | 6th The Actors of China Award Ceremony                       | Go Go Squid!      | Nominada  |
| 2019 | Best Actress                                                           | Hengdian Film Festival of China                              | Go Go Squid!      | Nominada  |
| 2019 | Best Actress (Drama)                                                   | 2nd Cultural and Entertainment Industry Congress             | Go Go Squid!      | Nominada  |
| 2019 | Best Couple (junto a Li Xian)                                          | 2nd Cultural and Entertainment Industry Congress             | Go Go Squid!      | Nominados |
| 2019 | TV Drama Actress of the Year                                           | 2019 Tencent Entertainment White Paper                       | Go Go Squid!      | Ganó      |
| 2019 | Most Popular Actress                                                   | Film and TV Role Model 2019 Ranking                          | Go Go Squid!      | Ganó      |
| 2019 | Most Popular Actress                                                   | Sina Film & TV Award                                         | Go Go Squid!      | Ganó      |
| 2019 | Best Actress (Modern Drama)                                            | 26th Huading Award                                           | Go Go Squid!      | Ganó      |
| 2019 | Most Popular Actress                                                   | Weibo TV Series Award                                        | Go Go Squid!      | Ganó      |
| 2019 | Female Idol (Goddess)                                                  | 2020 iQiYi Scream Night (8th iQiyi All-Star Carnival)        | Go Go Squid!      | Ganó      |
| 2019 | Best Actress                                                           | Golden Bud - The Fourth Network Film And Television Festival | Go Go Squid!      | Nominada  |
| 2019 | Best Actress                                                           | Golden Bud - The Fourth Network Film And Television Festival | My Mowgli Boy     | Nominada  |
| 2019 | Most Popular Actress                                                   | Weibo TV Series Award                                        | My Mowgli Boy     | Ganó      |
| 2019 | Best Actress                                                           | Netease Entertainment Award                                  | -                 | Ganó      |
| 2019 | Most Commercially Valuable Artist                                      | China Value Zaker Influence Data Chart                       | -                 | Ganó      |
| 2019 | Popular Television Actress of the Year                                 | Tencent Entertainment White Paper                            | Ashes of Love     | Ganó      |
| 2019 | Popular Female Lead of the Year                                        | Film and TV Role Model 2018 Annual Ranking                   | Ashes of Love     | Ganó      |
| 2019 | Weibo Goddess                                                          | Weibo Award Ceremony                                         | -                 | Ganó      |
| 2018 | Best Actress (Ancient Drama)                                           | 24th Huading Award                                           | Ashes of Love     | Nominada  |
| 2018 | Popular TV Actress of the Year                                         | 3rd Tencent Video Star Award                                 | Ashes of Love     | Ganó      |
| 2018 | Most Noticed Female Celebrity                                          | Jinri Toutiao Award Ceremony                                 | -                 | Ganó      |
| 2018 | Popular Female Celebrity Award                                         | Sohu Fashion Award                                           | -                 | Ganó      |
| 2018 | Popular Artist Award                                                   | Weibo Award Ceremony                                         | -                 | Ganó      |
| 2018 | Best Actress                                                           | 29th China TV Golden Eagle Award                             | Ode to Joy        | Nominada  |
| 2017 | Best Supporting Actress                                                | 23rd Shanghai Television Festival                            | Ode to Joy        | Nominada  |
| 2017 | Best Collaboration (junto a Liu Tao, Jiang Xin, Wang Ziwen y Qiao Xin) | 2nd China Television Drama Quality Ceremony                  | Ode to Joy        | Ganaron   |
| 2017 | Breakthrough Artist Award                                              | Weibo TV Online Video Award Ceremony                         | -                 | Ganó      |
| 2017 | Best Actress (Ancient Drama)                                           | 22nd Huading Award                                           | Noble Aspirations | Nominada  |
| 2017 | Popular Artist Award                                                   | Weibo Award Ceremony                                         | -                 | Ganó      |
| 2016 | Rising Actress Award                                                   | 8th China TV Drama Award                                     | -                 | Ganó      |
| 2016 | Baidu Entertainment Person of the Year                                 | Baidu Fan Appreciation Season                                | -                 | Ganó      |
| 2013 | Newcomer Award                                                         | 14th Golden Phoenix Award                                    | Insisrence        | Ganó      |
| 2004 | Best Child Actress                                                     | 12th Tongniu Film Award                                      | Girl Diary        | Nominada  |